# Сергей-Поле
Серге́й-По́ле — село в Волковском сельском округе Лазаревского района город-курорта Сочи Краснодарского края.

## География
Селение растянулось по горному хребту-водоразделу рек Псахе и Восточный Дагомыс, в 5-8 км от берега Чёрного моря.

## История
До завершения Кавказской войны на месте современного села существовали различные поселения коренного населения края.
Современное селение возникло в 1913 году на землях, принадлежавших участнику Крымской войны 1853—1856 годов, капитан-лейтенанту, георгиевскому кавалеру, французу по происхождению Сергею Полю. С 1913 года в горное селение стали прибывать армяне, бежавшие из Турции от притеснений. Землю 304 десятины выкупили у вдовы офицера Елены Степановны Поль. Посёлки на кавказском побережье Чёрного моря назывались по имени владельца.
В 1930 году в селе был организован колхоз «Красный путиловец», заложены табачные плантации и сады.
В 1936 году в Краснодарском крае на землях села Сергей-Поле, впервые в этом регионе, были заложены чайные плантации. За три года вся земля пригодная для разведения чая была засеяна этой культурой.
Село Сергей-Поле расположено в 5 км от центра города Сочи. С 26 декабря 1962 года по 16 января 1965 года посёлок Сергей Поле числился в составе Туапсинского сельского района в связи с ликвидацией Лазаревского района.
В 1972 году в селе установлен памятник жителям села, погибшим в годы Великой Отечественной войны.
В декабре 2013 года в селе был установлен памятный камень в честь столетия со дня образования села. На камне размещается табличка с краткими историческими сведениями, слева и справа от неё присутствует изображение вола, впряженного в повозку, и солнечный диск с оттиском — символом бесконечности.

## Население
| 2002 | 2010  |
| ---- | ----- |
| 1670 | ↗1923 |

## Интересные факты
Около села открыто месторождение хлоридной гидрокарбонатной натриевой воды, которая бутилировалась и продавалась под названием «Сочинская», в настоящее время производство её приостановлено. Это полиионная вода низкой минерализации, с преобладанием ионов хлора и натрия. В небольших количествах присутствуют ионы кальция, магния, бора и др. микроэлементов.

## Оползень в Сергей-Поле
В 03 ночи 5 октября 2021 года оползень повредил двадцать домов в коттеджном поселке "Горная Поляна". Физических жертв нет, жители поселка были эвакуированы.